# Charles Jervas

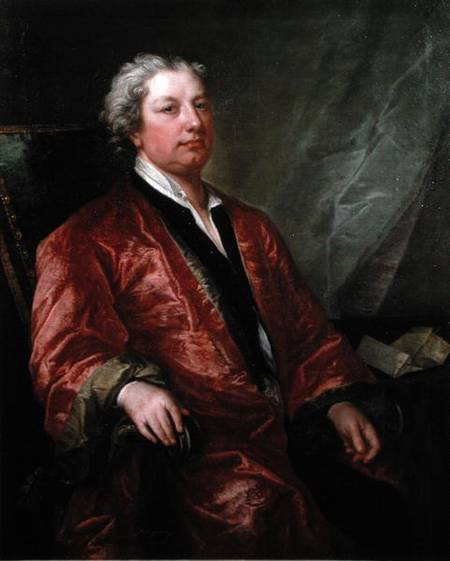
Charles Jervas, Selbstbildnis, um 1725

Charles Jervas oder Charles Jarvis (* 1675 in County Offaly; † 1739 in London) war ein irischer Maler, Übersetzer und Kunstsammler des 18. Jahrhunderts.

## Biographie
Charles Jervas war ein Sohn des Gutsbesitzers John Jervas und seiner Frau Lady Elizabeth Baldwin, Tochter von John Baldwin of Shinrone Castle & Corolanty. Er wuchs zusammen mit seinen Geschwistern bei Dublin auf. Schon früh erkannten seine Eltern sein Talent zum Malen. 1694 und 1695 studierte Jervas bei Godfrey Kneller in dessen Kneller Academy of Painting and Drawing in London. Mit finanzieller Hilfe seiner Familie und dem Erlös aus dem Verkauf von Raffael-Repliken an das All Souls College (1698) konnte Jervas eine Studienreise nach Italien unternehmen.
Nach seiner Rückkehr nach England im Jahre 1709 heiratete Charles Jervas eine reiche Witwe, Penelope Hume († 1747), und lebte darauf in Hampton. In dieser Zeit malte er seine ersten Porträts, unter anderem von Joseph Addison, Jonathan Swift und Alexander Pope. Seine Schönheitengalerie für den jungen Hof der Hannoveraner in London entstand im Auftrage der Gräfin Darlington etwa 1717 bis 1722 und wurde erstmals 2019 wissenschaftlich publiziert. Nach dem Tod seines Lehrers und Mentors Godfrey Kneller im Jahre 1723 ernannte König Georg I. ihn zum Hofmaler. Diese Position hielt er auch unter dessen Sohn und Nachfolger Georg II. inne. 1736 übersetzte Jervas den Roman Don Quijote von Miguel de Cervantes ins Englische (veröffentlicht 1742). Im Auftrag des Königs reiste Jervas 1738 erneut nach Italien, um Bilder Alter Meister zu kaufen. Kurz nach seiner Rückkehr starb der seit Jahren an Asthma leidende Jervas an einer Infektion in London. Nach seinem Tod verkauften seine Erben seine Kunstsammlung; der Verkauf soll ganze neun Tage angedauert haben.

## Werke (Auswahl)

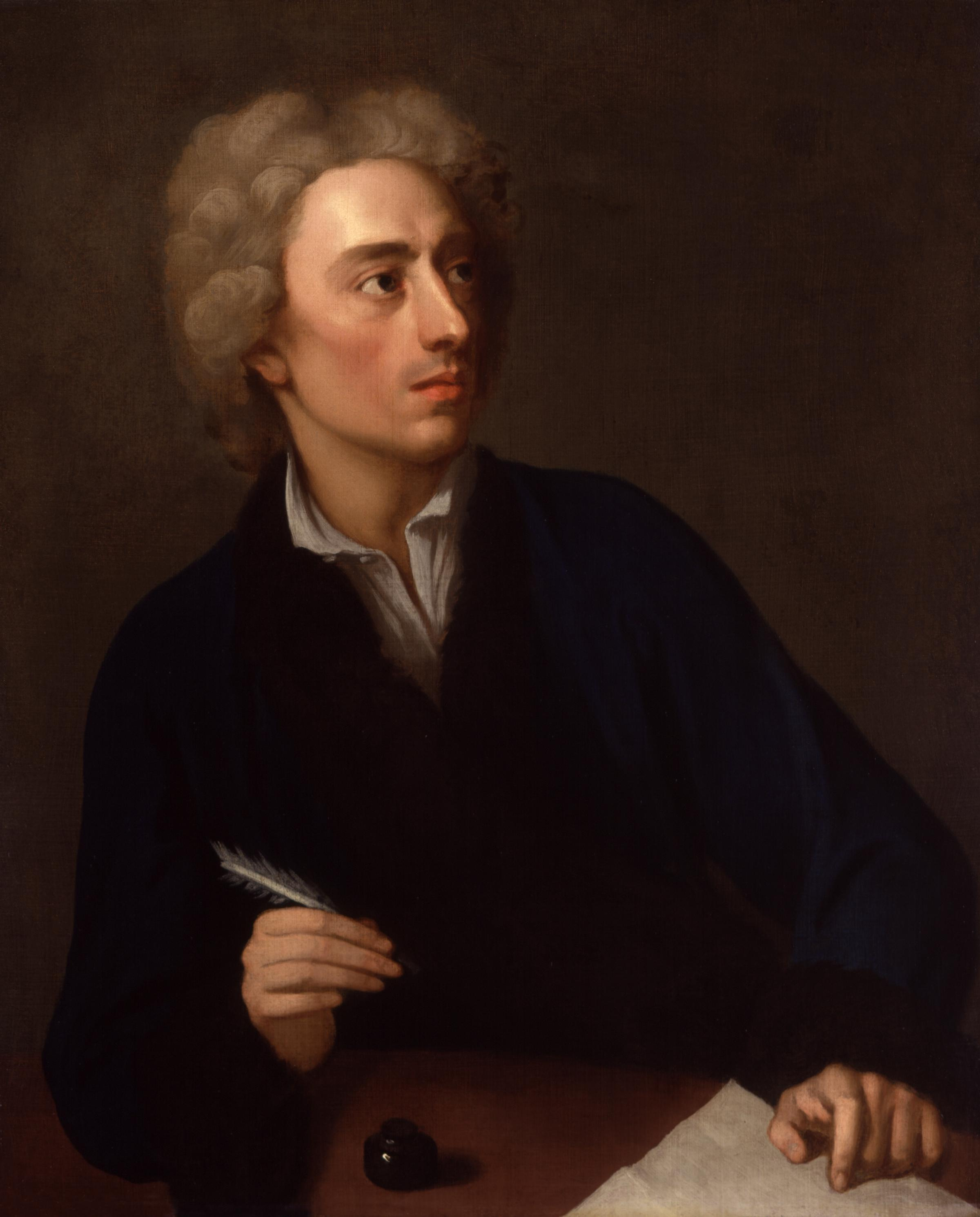
Alexander Pope
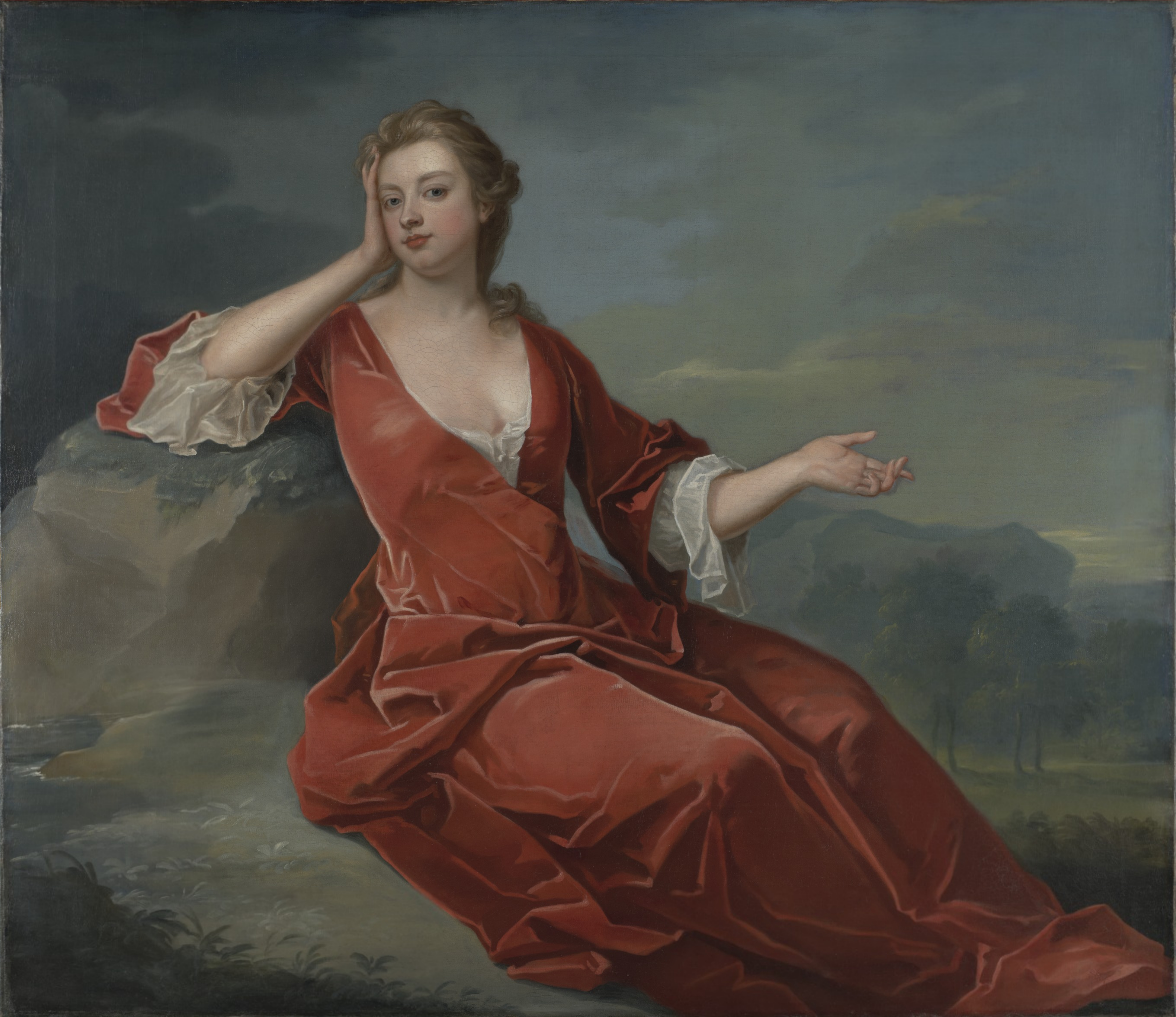
Sarah Churchill, Duchess of Marlborough
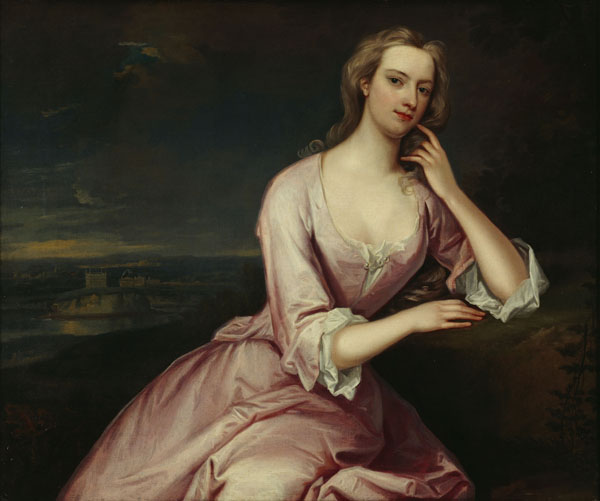
Henrietta Howard, Countess of Suffolk
Robert Walpole